# Museum für japanische Volkskunst

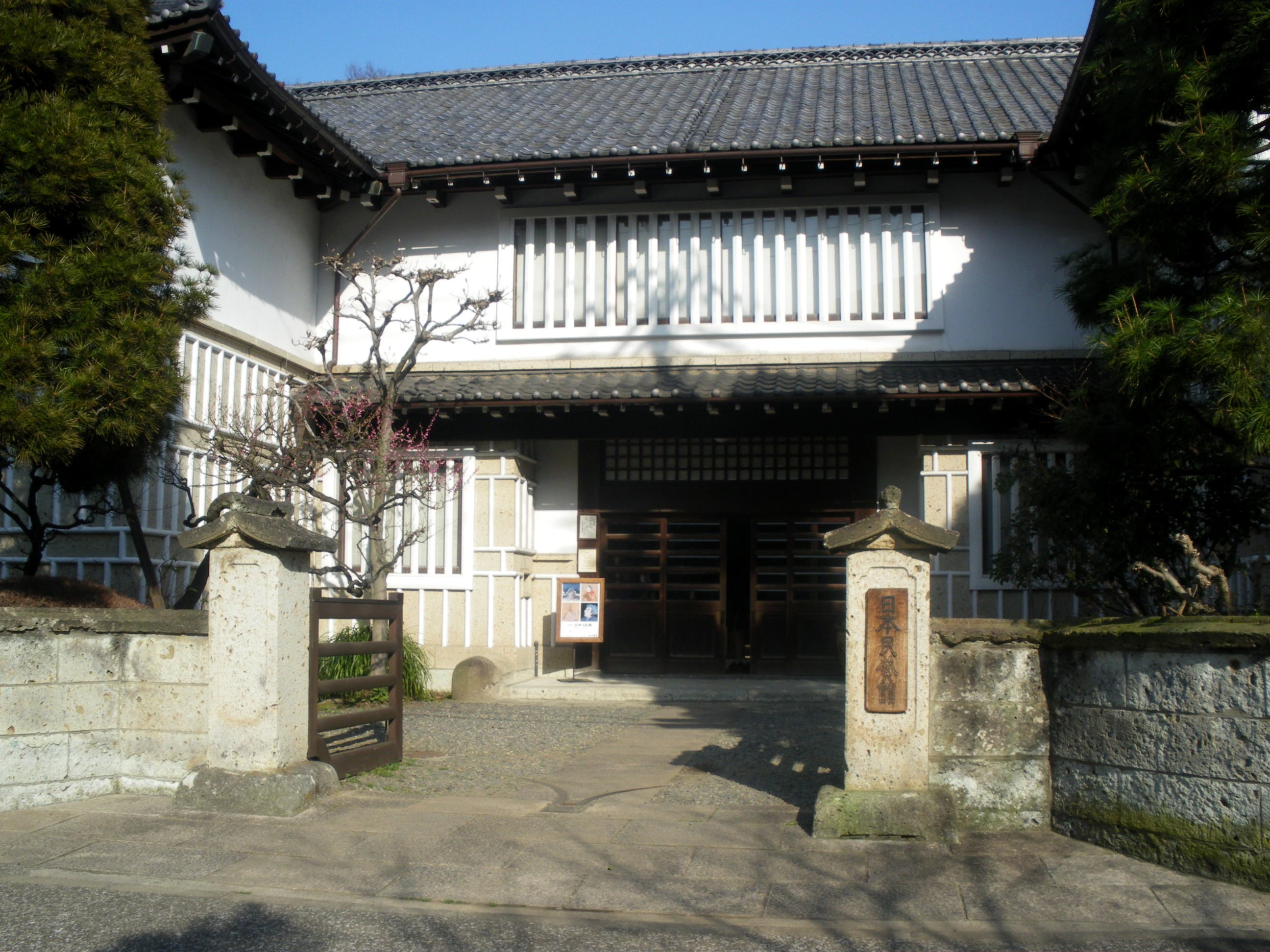
Museum, Eingangsbereich

Das Museum für japanische Volkskunst (japanisch 日本民芸館, Nihon mingei-kan, eigene Schreibweise mit alten Kanji: 日本民藝館) in Tokio sammelt und zeigt als Stiftung öffentlichen Rechts (kōeki zaidan hōjin) japanische und beispielhaft auch auswärtige Volkskunst. Das Museum liegt an der Südwestecke des Komaba-Parks im Stadtteil Komaba des Bezirks Meguro der Präfektur Tokio.

## Geschichte
Yanagi Muneyoshi und seine Mitstreiter planten ein Museum zur Volkskunst, eine Idee, die vom Unternehmer und Mäzen Ōhara Magosaburō finanziell unterstützt wurde. So konnte das „Museum für japanische Volkskunst“ Oktober 1936 eröffnet werden. Das Museum besteht aus einem, traditionell als zweistöckiger mit Schindeln gedeckter Bau, ausgeführtem Ausstellungsgebäude, einem in Stahlbeton ausgeführten Speicherbau und einem als „Westgebäude“ genannten Bau auf der gegenüberliegenden Seite der Straße, der mit Steinziegeln gedeckt ist.
Die Besonderheit des Museums ist, eine Auswahl schöner volkskunstgewerblicher Stücke zu zeigen, und zwar umfassend
- Japan (Keramik, Textilien, Kunsthandwerk, Bilder, weitere Volkskunst, Okinawa, Ainu)
- Korea (Porzellan, Kunsthandwerk, Bilder, weitere Volkskunst)
- Taiwan, China und Europa

Weiter zeigt das Museum auch Stücke von Künstlern des 20. Jahrhunderts, die im Volkskunst-nahen Stil gearbeitet haben, nämlich: Bernard Leach, Kawai Kanjirō, Hamada Shōji, Serizawa Keisuke und Munakata Shikō. – Die Sammlung von mehr als 20.000 Stücken wird im Laufe eines Jahres in Teilen gezeigt.
Die Ausstellungsfläche umfasst im zweistöckigen Hauptgebäude 588 m², dazu kommen 300 m² Speicher und weitere 26 m², also insgesamt 914 m². Yanagi entwarf das Museum selbst, er wurde auch erster Direktor.
Das Museum publiziert das monatlich erscheinende Magazin Mingei.

## Beispielhafte Stücke der Sammlung
- Keramik: „Farbverlaufend bemaltes Teegefäß“ (流彩茶壺・小代, Chatsubo – Shōdai[A 1]) aus der Edo-Zeit;
  - „Slipware“ aus England, 18. Jahrhundert;
- Porzellan: „Mit einer Landschaft bemaltes Imari“ (染付山水文大鉢伊万里, Sometsuke sansui-mon ōhachi Imari) aus dem Beginn der Edo-Zeit;
  - „Mit Weintrauben rostfarbig bemaltes Gefäß“ (鉄砂染付葡萄文壺, Tessa sometsuki budō-mon tsubo), koreanisch, Mittlere Joseon-Dynastie;
- Lackwaren: „Mit Gold und Silber bemaltes Lackgefäß“ (箔絵漆椀（秀衡椀, Hakue-e urushi-wan), Präfektur Iwate, Edo-Zeit;
- Textilien: „Gewand geschmückt mit einfallenden Gänsen vor fernen Bergen auf blauem Grund“ (水色地遠山に落雁文様紅型衣裳, Mizuiro jitōyama ni rakugan monjōbin-gata ishō), Okinawa, Edo-Zeit;
  - „Feingewebter Kimono“ (手縞着物・沖縄, Tejima kimono), Okinawa, 19. Jahrhundert;
  - „Geschmücktes Obergewand“ (切伏衣裳, Kirefuse ishō), Hokkaidō, 19. Jahrhundert;
- Holzhandwerk: „Selbstbildnis des Priesters Mokujiki“[A 2] (木喰上人自刻像, Mokujiki jōnin jikoku-zō), Edo-Zeit;
- Metallhandwerk: „Gußeiserner Wasserkocher für die Teezeremonie“ (鬼霰釜, Oniarare-gama) aus der Präfektur Yamagata;

## Bilder in der Sammlung

Tsukishima Monogatari (Ausschnitt)
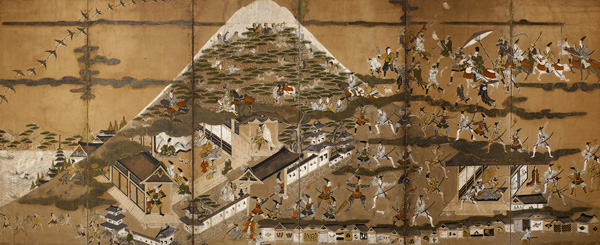
Soga Monogatari (Stellschirm)
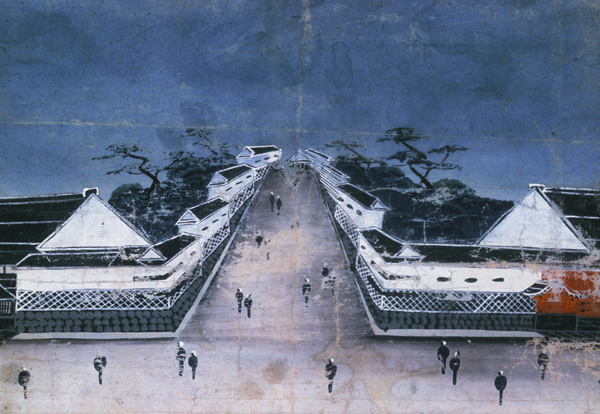
Kasumigaseki[A 3]
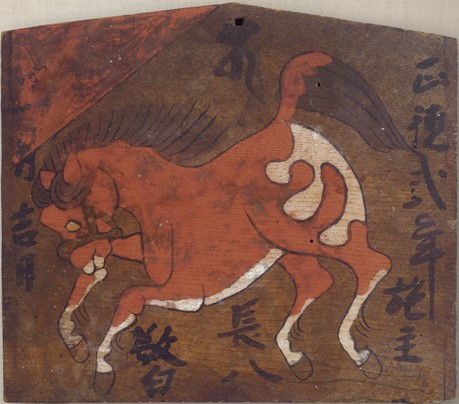
Vorivbild (Ema)
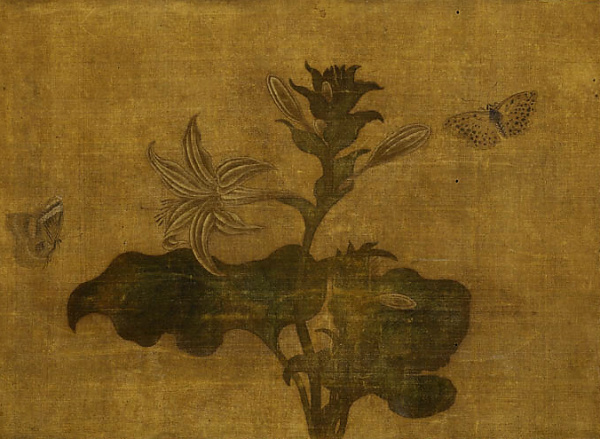
Blumenbild (China)
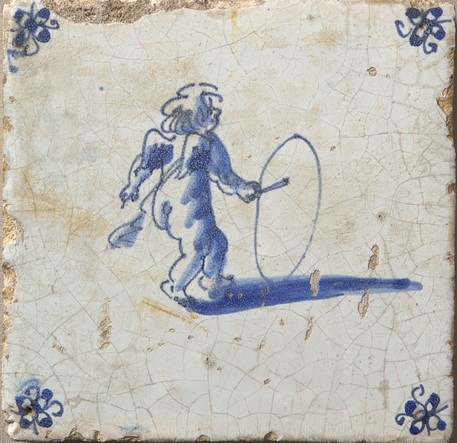
Holländische Kachel